# Theatre of Violence
|  | Denne artikel er oprettet af botten Steenthbot ud fra en ekstern database. Den kan derfor have sproglige fejl eller mangler. Denne skabelon kan fjernes efter kontrol af indholdet. |

Theatre of Violence er en dansk dokumentarfilm fra 2023 instrueret af Emil Langballe og Lukasz Konopa.

## Handling
Som 9-årig bliver Dominic Ongwen kidnappet af den ugandiske organisation LRA, der oplærer ham som børnesoldat og rangerer ham i en kommandørrolle. Mange år senere står han nu overfor DenInternationale Straffedomstol ICC, men skal han dømmes for sine gerninger, eller er han selv et offer?

## Medvirkende
- Dominic Ongwen
- Krispus Ayena